# Río La Quiaca
Le río La Quiaca ou río Villazón est une rivière de faible débit formant la frontière entre l'Argentine et la Bolivie.
Cette rivière longe les villes de La Quiaca et de Villazón. Entre ces deux villes, le pont international Horacio Guzmán qui la traverse est le seul passage de frontière autorisé de la province de Jujuy vers le département de Potosí.
La rivière La Quiaca prend sa source à Toquero puis part vers l'Est. Après La Quiaca, le cours part vers le Nord et la Bolivie. Ses affluents sont les rivières Tafna, la Ciénaga, Sansana, Yavi et Yavi Chico. Il se jette dans le río San Juan del Oro ou río Grande de San Juan, qui à son tour s'unit au río Cotagaita pour former le río Camblaya qui sous le nom de río Pilaya se jette dans le río Pilcomayo.
La Gendarmerie nationale argentine, avec sa Patrulla Ambiental del Escuadrón La Quiaca est chargée de veiller à la propreté de cette rivière.

## Traduction/source
- (es) Cet article est partiellement ou en totalité issu de l’article de Wikipédia en espagnol intitulé « río La Quiaca » (voir la liste des auteurs).